# Aviaco

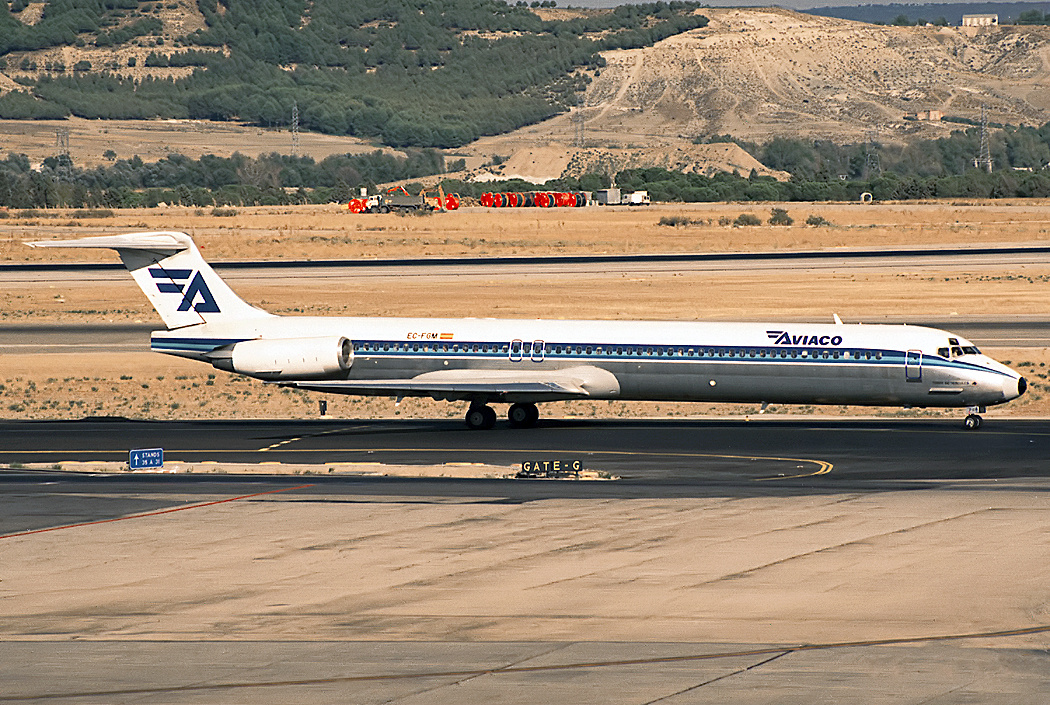
MD-88 da Aviaco.

Aviaco foi uma empresa aérea da Espanha, que operou de 1948 até 1999. 

## Acidentes e Incidentes
- 24 de novembro de 1949: um Bristol 170 prefixo EC-ADK, saiu da pista após o pouso no Aeroporto de Menorca. Todas as 26 pessoas a bordo, entre passageiros e tripulantes, sobreviveram.
- 4 de dezembro de 1953: um Bristol 170 prefixo EC-AEG, de Bilbau-Madrid caiu num pico de uma montanha, 23 minutos antes do pouso. Dos 33 ocupantes a bordo, apenas 10 pessoas sobreviveram.
- 29 de setembro de 1956: um SE.161 Languedoc prefixo EC-AKV, caiu em uma casa na aproximação do Aeroporto de Los Rodeos. Dos 38 ocupantes a bordo, entre passageiros e tripulantes, sobreviveram. 1 pessoa no chão morreu.
- 9 de maio de 1957: um Bristol 170 prefixo EC-ADI, operando o Voo Aviaco 111, caiu na aproximação do Aeroporto de Madrid-Barajas. Todos os 37 ocupantes a bordo, entre passageiros e tripulantes, morreram.
- 4 de dezembro de 1958: um SNCASE Languedoc prefixo EC-ANR, de Vigo-Madrid, caiu no pifo de La Rodina de la Mujer Muertal. Todos os 21 ocupantes a bordo, entre passageiros e tripulantes, morreram.
- 13 de agosto de 1973: um Sud Aviation Caravelle prefixo EC-BIC, operando o Voo Aviaco 118, caiu em arvores e casas. Todos os 85 ocupamtes a bordo, entre passageiros e tripulantes, morreram. 1 pessoa no chão morreu.
- 7 de dezembro de 1983: um Douglas DC-9-32 prefixo EC-CGS, colidiu com um Boeing 727-200 da Iberia. Todos os 43 ocupantes a bordo, entre passageiros e tripulantes do Douglas DC-9-32 morreram.
- 30 de março de 1992: um Douglas DC-9-32 prefixo EC-BYH, de Madrid-Granada, operando o Voo Aviaco 231, sofreu um pouso forçado no Aeroporto de Granada. Todos os 99 ocupantes a bordo, entre passageiros e tripulantes sobreviveram.
- 21 de março de 1994: um Douglas DC-9-32 prefixo EC-CLE, de Madrid-Vigo, operando o Voo Aviaco 260, bateu a asa na pista durante o pouso no Aeroporto de Vigo. Todos os 116 ocupantes a bordo, entre passageiros e tripulantes, sobreviveram.